# 아비에 로우 주니어
아비 로 주니어(Arvie Lowe Jr., 1978년 2월 3일 ~ )는 미국의 배우이다.
로스앤젤레스에서 태어났다.

## 출연 작품
- 리지 맥과이어* 스마트 가이 == 영화 == * 리지 맥과이어 - TV 시리즈 (2001년) (2001년)
- 트리핑 (1999년)
- 스마트 가이 (1997년)
- 너를 위하여 (1994, I'll Do Anything)
- 뉴스보이 (1992년) - 부츠 역